# 儒塞利諾總統鎮 (馬拉尼昂州)
茹塞利诺镇是巴西马拉尼昂州的一个市镇。
总面积442.135平方公里，总人口11469人，人口密度25.9人/平方公里。